# New Lebanon (Nowy Jork)
New Lebanon – miasto w Stanach Zjednoczonych, w stanie Nowy Jork, w hrabstwie Columbia.